# Maurice Prou
Pour les articles homonymes, voir Prou.
Maurice Prou est un médiéviste, historien du droit et des institutions et un numismate français, né le 28 décembre 1861 à Sens et mort le 4 octobre 1930 à Néris-les-Bains (Allier).

## Biographie
Maurice Prou est né dans une famille d'érudits originaires de Sens.
Il étudie dès 1880 à l’École des chartes où il rédige une thèse consacrée à l'édition et l’étude de la charte de franchise de Lorris-en-Gâtinais (1884). Après un passage par l'École française de Rome (1884-1885), il est attaché au cabinet des médailles de la Bibliothèque nationale 1899-1930. Il devient professeur de diplomatique à l'École des chartes à la mort d'Arthur Giry en 1899. Il s'était déjà distingué par la publication d'un Manuel de paléographie conçu en complémentarité avec le Manuel de diplomatique de son prédécesseur et qui eut une grande influence. Manuel élémentaire dans ses deux premières éditions, cet ouvrage devient un traité faisant la synthèse des recherches, notamment celles de l'école allemande de paléographie.
À la mort de Paul Viollet, en 1916, il est chargé des cours d'histoire des institutions de l'École des chartes, jusqu'à ce que la chaire soit pourvue, en 1919. Il est nommé directeur de l'École des chartes en 1916, et le demeure jusqu'en 1930.

## Membre de sociétés savantes
Maurice Prou est membre de plusieurs sociétés savantes :
- Académie des inscriptions et belles-lettres : membre 1910-1930, 1910-1930
- Académie royale des sciences, des lettres et des beaux-arts de Belgique
- Comité des travaux historiques et scientifiques : secrétaire adjoint, puis vice-président de la section d'archéologie
- Société archéologique de Sens : président
- Société de l'École des chartes : président
- Société française de numismatique
- Société historique du VIe arrondissement de Paris : membre 1910-1930, 1910-1930
- Société nationale des antiquaires de France : membre résidant

- Société d’histoire du droit et membre du comité de rédaction de la Revue historique de droit

Il joue un rôle dans le renouveau de l’histoire du droit et des institutions à la fin du XIXe siècle. Il a longtemps été membre du comité de rédaction de la Revue historique de droit et de la Société d’histoire du droit.

## Publications
(Liste non exhaustive)
- édition de Raoul Glaber, Les cinq livres de ses histoires (900-1044), Paris : A. Picard, 1886
- Manuel de paléographie latine et française (du VIe au XVIIe siècle), Paris, 1889 ; 2e éd., Paris, 1892 ; 3e éd. entièrement refondue, Paris, 1910 ; 4e éd., revue par Alain de Boüard, Paris 1924
- Catalogue des monnaies françaises de la Bibliothèque nationale. Les monnaies carolingiennes, Paris : C. Rollin et Feuardent, 1892
- La Gaule mérovingienne, Paris : L.-H. May, 1897, prix du Baron-de-Courcel de l’Académie française en 1898
- édition de Recueil des chartes de l'abbaye de Saint-Benoît-sur-Loire, Paris : A. Picard et fils, 1900-1912
- Recueil des actes de Philippe 1er, roi de France, Imprimerie nationale (Paris) - 1908

## Distinctions
- Officier de la Légion d'honneur
- Commandeur de l'ordre de Léopold (Belgique)[2]